# Kostobobriv, Semenivka
Kostobobriv (în ucraineană Костобобрів) este localitatea de reședință a comunei Kostobobriv din raionul Semenivka, regiunea Cernihiv, Ucraina.

## Demografie
Componența lingvistică a localității Kostobobriv
     Rusă (57,07%)
     Ucraineană (42,68%)
     Alte limbi (0,24%)
Conform recensământului din 2001, majoritatea populației localității Kostobobriv era vorbitoare de rusă (57,07%), existând în minoritate și vorbitori de ucraineană (42,68%).